# Compsoctena terrestris
Compsoctena terrestris är en fjärilsart som beskrevs av Edward Meyrick 1914. Compsoctena terrestris ingår i släktet Compsoctena och familjen Eriocottidae. Inga underarter finns listade i Catalogue of Life.